# Bocșa, Sălaj

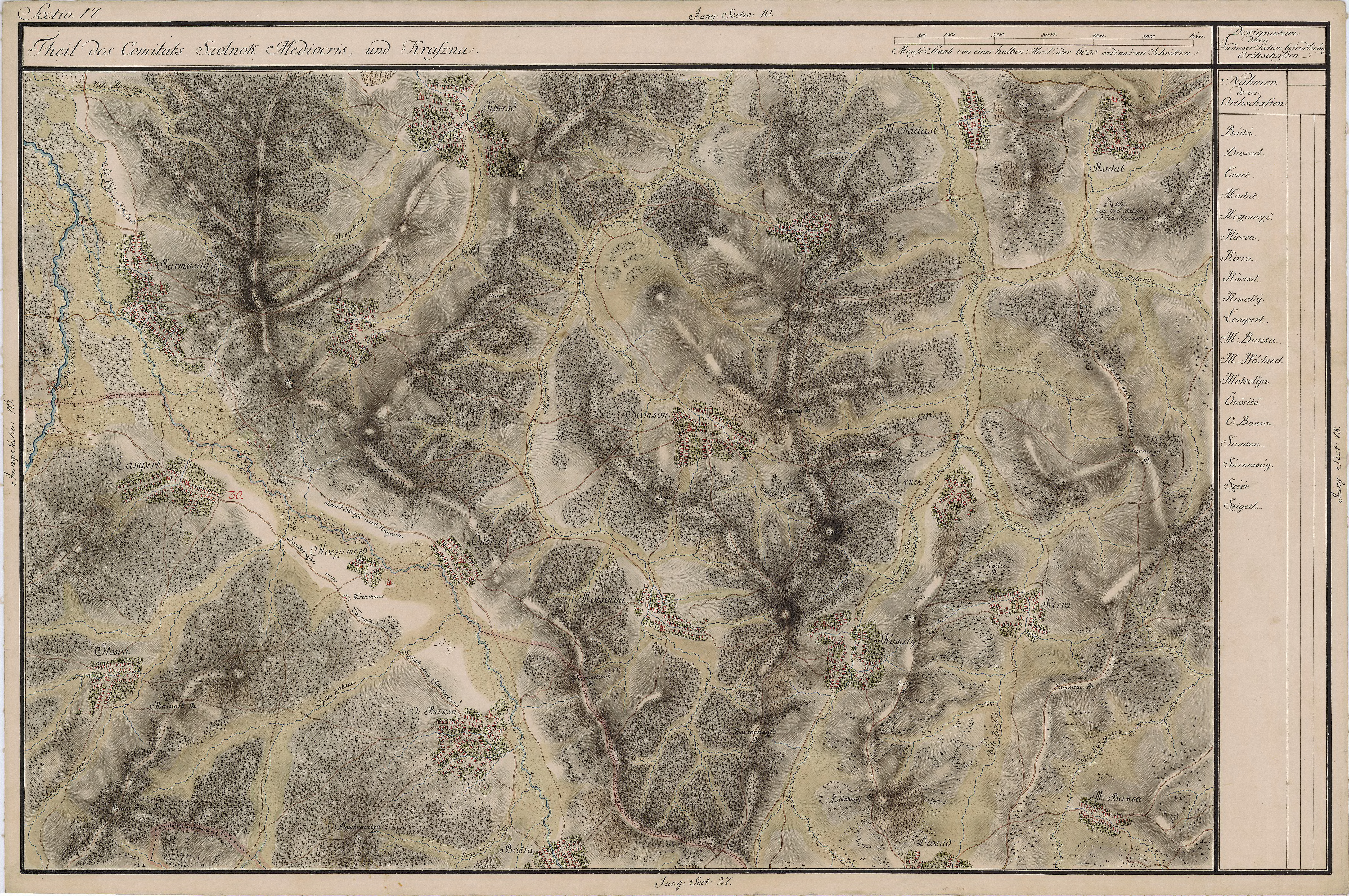
Bocșa în Harta Iosefină a Transilvaniei, 1769-1773

Bocșa este satul de reședință al comunei cu același nume din județul Sălaj, Transilvania, România. Localitatea este situată la o distanță de 18 km față de municipiul Zalău. În Biserica greco-catolică din Bocșa se află mausoleul lui Simion Bărnuțiu.

## Geografie
Localitate este situată pe Valea Zalăului, la 18 km nord-vest de Zalău. Bocșa este traversată de Calea ferată Carei–Zalău și Drumul european E81.

## Istoric
În izvoarele documentare așezarea este menționată în anul 1349 sub denumirea Villa Baxa , iar în anul 1854 apare sub numele de Olah-Baksa sau Bocșa Română. "Locuitorii, în mare parte nobili, au avut mult de suferit cu deosebire între anii 1650-1700." În perioada 1660-1692, a făcut parte din Pașalâcul de la Oradea. În 1850, Bocșa avea 903 locuitori, din care 897 greco-catolici, 4 evrei, un romano-catolic și un reformat. Potrivit recensământului din 1857, satul avea 936 locuitori, toți fiind înregistrați ca greco-catolici.

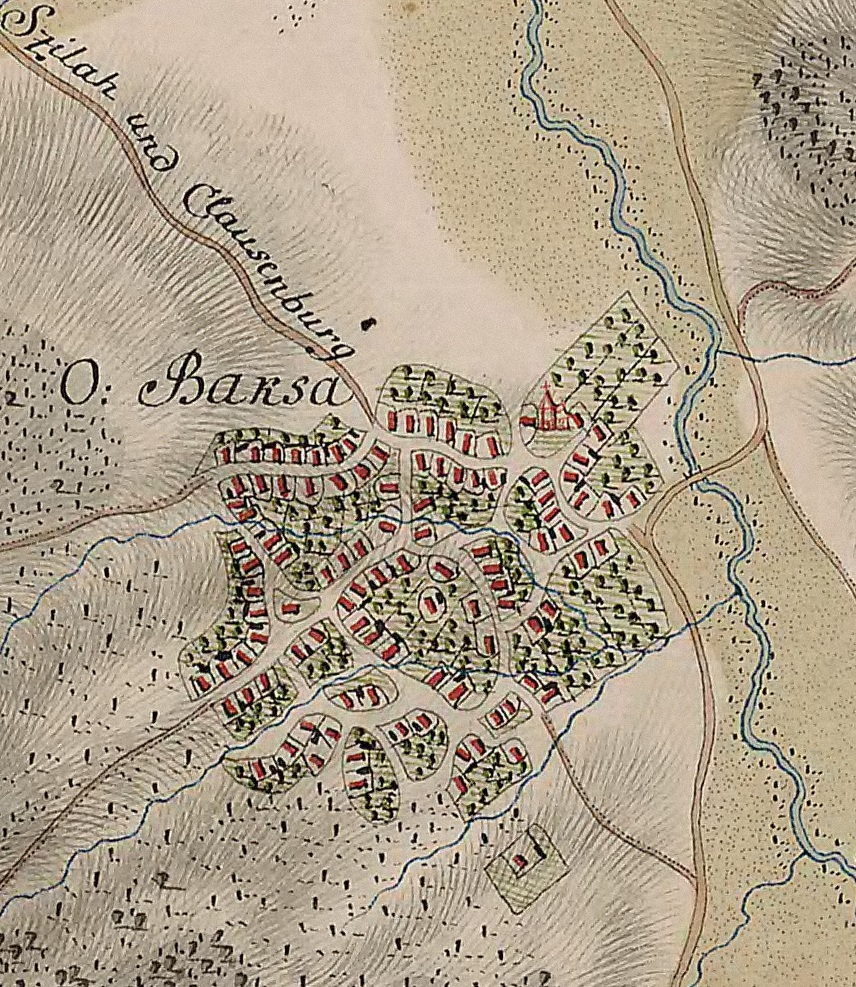
Bocșa în secolul XVIII (în Ridicarea topografică iozefină)

Simion Bărnuțiu a fost înmormântat în curtea bisericii de lemn din Bocșa pe 3 iunie 1864, de 30 de preoți. Vicarul Silvaniei Alimpiu Barbulovici și-a petrecut ultimele luni de viață la fiul său Simion Barboloviciu, preot la Bocșa, și a fost înmormântat în aceeași curte a bisericii. Bocșa a devenit un loc de pelerinaj. În 1927, Nicolae Iorga a depus o coroană de flori la mormântul lui Bărnuțiu. În 1948 rămășițele lui Bărnuțiu și Barbulovici au fost mutate în interiorul mausoleului din Biserica greco-catolică din Bocșa. Primul bust al lui Simion Bărnuțiu din Bocșa, opera lui Horia Flămându, a fost dezvelit pe 24 septembrie 1967. În perioada 1965-2001, la Bocșa s-au desfașurat serbări câmpenești anuale dedicate lui Simion Bărnuțiu.
Potrivit recensământului din 1869, satul avea 968 locuitori, dintre care 946 greco-catolici, 21 evrei și un evanghelist. Odată cu reforma administrativă din 1876, Bocșa devine o parte din Comitatul Sălaj. La recensământul din 1880, satul avea 866 locuitori, dintre care 845 greco-catolici, 20 evrei și 1 reformat. Calea ferată Carei–Zalău, care trece prin Bocșa, s-a inaugurat în decembrie 1887. Potrivit recensământului din 1890, satul avea 938 locuitori, dintre care 884 greco-catolici, 32 evrei, 21 reformați și un reformat. La 1900, populația satului a ajuns la 959 locuitori, din care 912 greco-catolici, 34 evrei, 12 reformați și un romano-catolic.
Ca reacție la legea liberală a învățământului din 1868 a lui József Eötvös, responsabilii din Bocșa s-au pronunțat pentru menținerea caracterului exclusiv confesional al școlii. O nouă școală confesională greco-catolică a fost construită în 1897. Potrivit Schiței monografice a Sălajului din 1908, Bocșa avea 206 gospodării și 980 greco-catolici. Învățătorul calificat Emil Pocola avea un "salar de 740 cor. din care 100 cor. dă statul. Dintre 102 copii înscriși la școală (56 baieți și 46 fetițe) știu scrie și ceti 89 (50 baieți și 39 fetițe). În școala de repetițiune [pentru elevii între 12 și 15 ani] au fost înscriși 26 elevi. Dintre adulți știu ceti și scrie românește 106 (65 bărbați și 41 femei), iar românește și ungurește abia 10. Hotarul comunei este de 2513 jugăre, dintre cari 1643 sunt în mâna românilor. Prețul unui iugăr este 400 cor. Vite cornute sunt peste 400. Toți locuitorii se ocupă cu plugăritul. Alegători sunt 62, dintre cari 15 știu ceti și scrie romanește, iar 2 românește și ungurește." La recensământul din 1910, satul avea 1.057 locuitori, dintre care 1.001 greco-catolici, 37 evrei, 11 romano-catolici și 8 reformați.

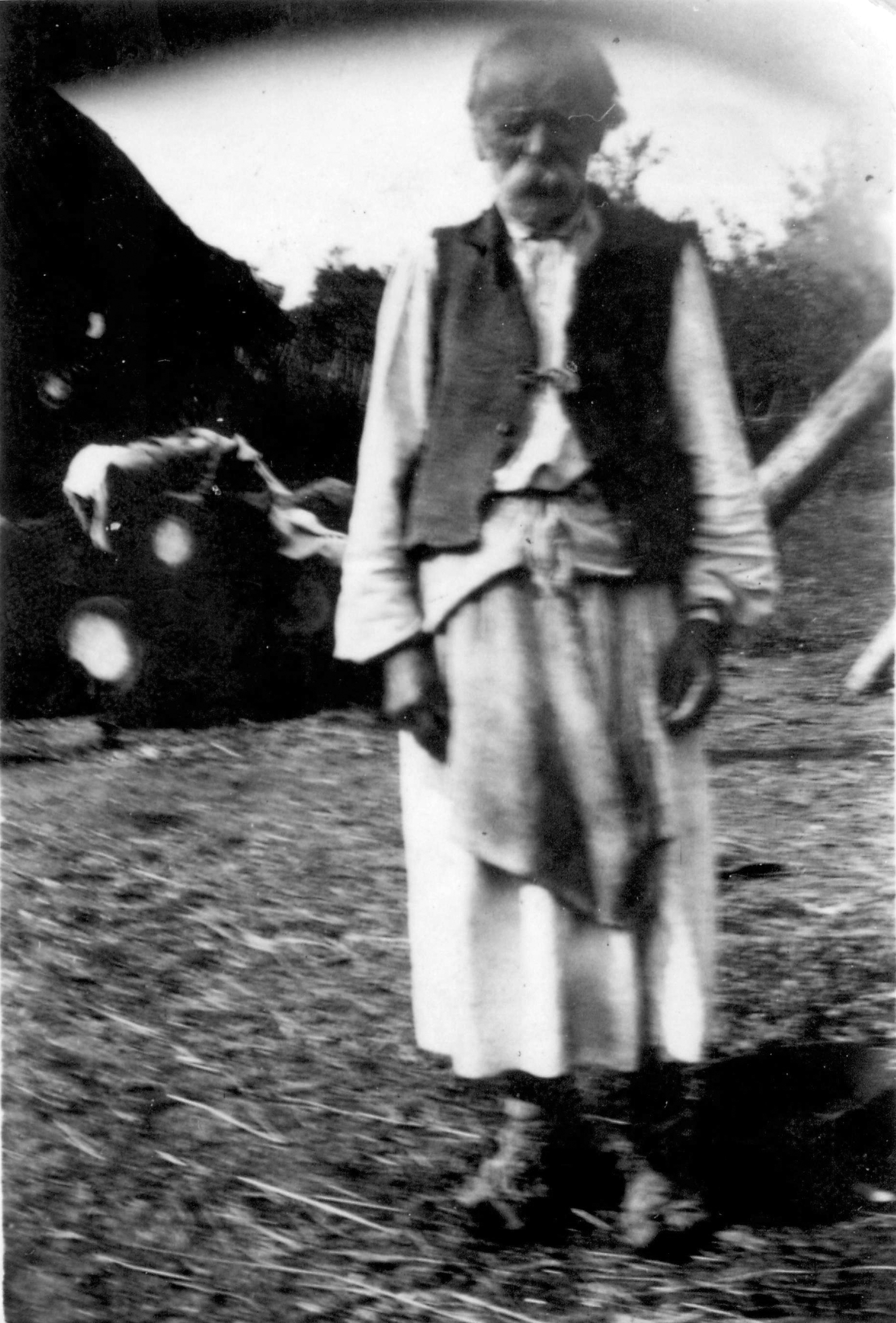
Port tradițional din Bocșa

La recensământul din 1920 erau 1.050 locuitori. Ioan Margin și David Goldberg erau comercianți în sat; Ioan Margin era și primar. Notar era Vasile Rob. Emil Pocola era învățător, iar Simion Barboloviciu era preot paroh în Bocșa. Cel mai important proprietar de moșii era Fargó Sándor, care avea 170 jugăre). În perioada interbelică a făcut parte din plasa Zălau, în cadrul județului Sălaj (interbelic). Cu ajutorul primit de la Comitetul Central de Construcții Școlare, un nou local școlar (o sala si o locuinta) a fost terminat in 1927. La recensământul din 1930, satul avea 1.154 locuitori, din care 1.145 greco-catolici, 8 evrei si un romano-catolic. Episcopul Valeriu Traian Frențiu a sfințit Biserica greco-catolică din Bocșa pe 8 septembrie 1937, de Nașterea Maicii Domnului. Principalul contributor la constructia bisericii a fost, cu 15.000 lei, Vasile Popițiu (1872-1946), primar în Bocșa în perioada interbelică. 
Potrivit recensământului din 1941, erau 1.305 locuitori, din care 1.266 greco-catolici, 14 romano-catolici, 13 reformați, 11 evrei și un ortodox. Episcopul Iuliu Hossu a sfințit biserica din Bocșa pe 24 octombrie 1943. Greco-catolicii din Bocșa, care formau majoritatea locuitorilor satului până în 1948, au fost obligați de regimul comunist să renunțe la Biserica Greco-Catolică. Biserica greco-catolică din Bocșa a fost atribuită de regimul comunist Bisericii ortodoxe, în a cărei admninistrare s-a aflat timp de 62 ani; abia pe 4 iulie 2010, un sobor condus de Valer Părău a oficiat prima liturghie greco-catolică in biserică după 62 de ani.
După 1950, face parte din Regiunea Cluj până când se reînființează județul Sălaj în 1968. Satul a fost electrificat la începutul anilor 1960 iar colectivizarea a fost încheiată în 1962. Școala nouă cu opt săli de clasă și dependințe a fost construită în perioada 1974-1979. Începând cu anul 1983, această instituție de învațămant se numește Școala "Simion Bărnuțiu" din Bocșa. Pe 19 iulie 1985, e inaugurat muzeul din Bocșa (cu trei săli), amplasat în fosta clădire a primăriei construită în 1938. Tot atunci, în fata muzeului, a fost dezvelit cel de-al doilea bust al lui Simion Bărnuțiu din Bocșa, de Gabriela Manole-Adoc. În 1986, este contruită o "Răstignire", la intrarea in comitirul Bocșa, plătită de Valeria Cighi (1922-2015) și Vasile Ciobanca (1921-1995). Profesor la Școala Bocșa între septembrie 1988 și august 1990, Teofil Mirghesiu (n. 1938) descrie satul într-o carte a sa.
Colaboratorul semioficial al regimului Ceaușescu, Iosif Constantin Drăgan, care a vizitat Bocșa în 1980, este mentorul înființării "Clubului de la Bocșa". Ideologia Clubului prezidat de Ioan Pușcaș și avandu-i printre membrii activi pe primarul orașului Șimleu Silvaniei Ioan Pop, secretarul Primăriei Șimleu ing. Vasile Popa, ziaristi din Zalău, șefi de ferme agricole se afla la granița dintre protocronism și naționalism, promovată de regimul lui Nicolae Ceaușescu.
Monumentul eroilor din Bocșa, căzuți în cele două Războaie Mondiale, a fost dezvelit la 29 iunie 2001. În 2010, apare cartea despre oamenii din satul natal, Bocșa, a lui Vasile Florin Mirghesiu (n. 1972, Bocșa). În 2011, apare Monografia satului Bocșa, de Ioan Margin (1939-2011). 

## Personalități
- Simion Bărnuțiu (1808-1864), istoric și filosof, unul din liderii revoluției transilvănene de la 1848-1849.
- Alimpiu Barbulovici (1834-1914), vicar greco-catolic al Sălajului
- Emil Pocola, învățător în Bocșa (1900-1924), revizor școlar de control în Sălaj și președinte Asociația Învățătorilor din Județul Sălaj
- Simion Barboloviciu, preot în Bocșa în prima jumătate a sec. XX, când s-a construit Biserica greco-catolică din Bocșa
- Vasile Fati, biolog [3]

## Economia
Economic, satul se înscrie între localitățile cu economie preponderent agricolă, fiind cunoscută ca un important bazin viticol, vița de vie deținând cca 167 ha.
Dispunând de un peisaj agricol evident, fondul turistic al comunei este modest. Fondul construit al satului păstrează o construcție cu valoare de patrimoniu, clădirea fostei primării din Bocșa (1937-1938)
Sute de gospodării sunt branșate la conducta de apă potabilă care trece prin sat, venind din Lacul Vârșolț.

## Monumente
- Biserica greco-catolică cu hramul Sf. Maria și Dreptul Simeon, construită între anii 1937-1943.[12], trecută în 1948 în folosința Bisericii Ortodoxe Române. Lăcașul a fost retrocedat Bisericii Române Unite prin sentința civilă nr. 1.817 din 14 septembrie 2007, pronunțată de Tribunalul Sălaj și executată silit la 1 iulie 2010.

### Retrocedarea din 2010
În data de 24 februarie 2010 Înalta Curte de Casație și Justiție a respins recursul formulat de Parohia Ortodoxă Bocșa.
În cadrul unor întâlniri care au avut loc în luna mai 2010 între reprezentanții parohiei greco-catolice și cei ai parohiei ortodoxe, partea greco-catolică s-a declarat de acord cu folosirea lăcașului în comun, prin celebrări alternative, propunere refuzată inițial de partea ortodoxă.
Drept urmare Parohia Greco-Catolică a solicitat executarea silită a hotărârii judecătorești rămase definitive, pentru a intra în posesia bisericii.
În data de 21 mai 2010 partea ortodoxă a răspuns că nu respinge slujirea alternativă, dar că dorește să folosească biserica de la ora 8-10 sau 9-11 duminica dimineața, propunere acceptată de partea greco-catolică. La întâlnirea din 22 mai 2010, pentru semnarea unui protocol de folosire al bisericii, partea ortodoxă, reprezentată de preotul Stelian Gorgan, nu a mai dorit să-și onoreze oferta afirmând că nu semnează nimic și că nu mai este de acord să-i lase pe greco-catolici să slujească alternativ în biserică.
La 1 iulie 2010 sentința de retrocedare a fost executată silit, iar biserica a reintrat în deplina posesie a Parohiei Greco-Catolice cu sprijinul executorului judecătoresc și al jandarmilor. În cele din urmă partea ortodoxă a fost de acord cu slujirea alternativă propusă de la început de proprietar.

## Imagini

Biserica de lemn din Bocșa
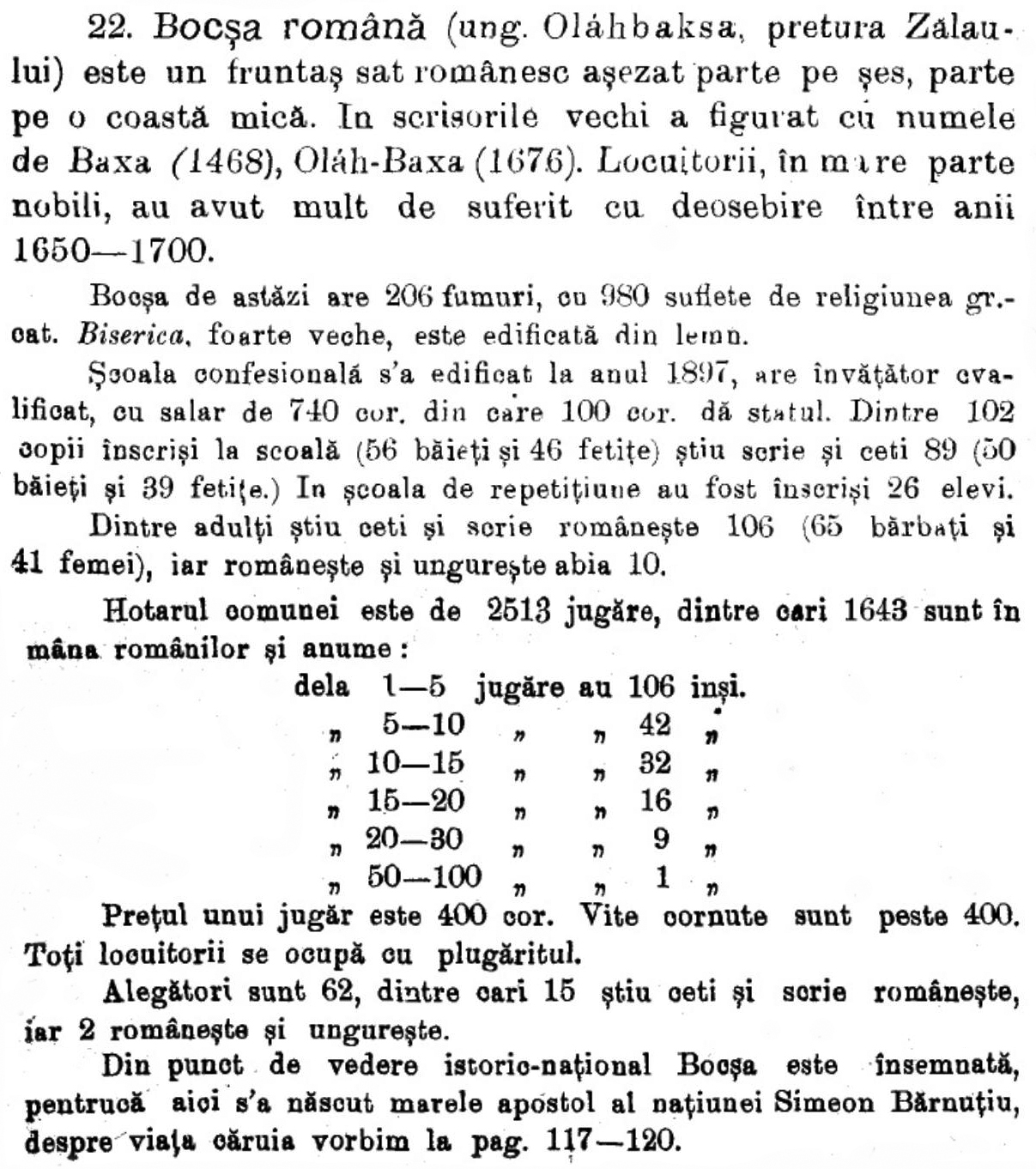
Bocşa în 1908 (Schița monografică a Sălagiului)
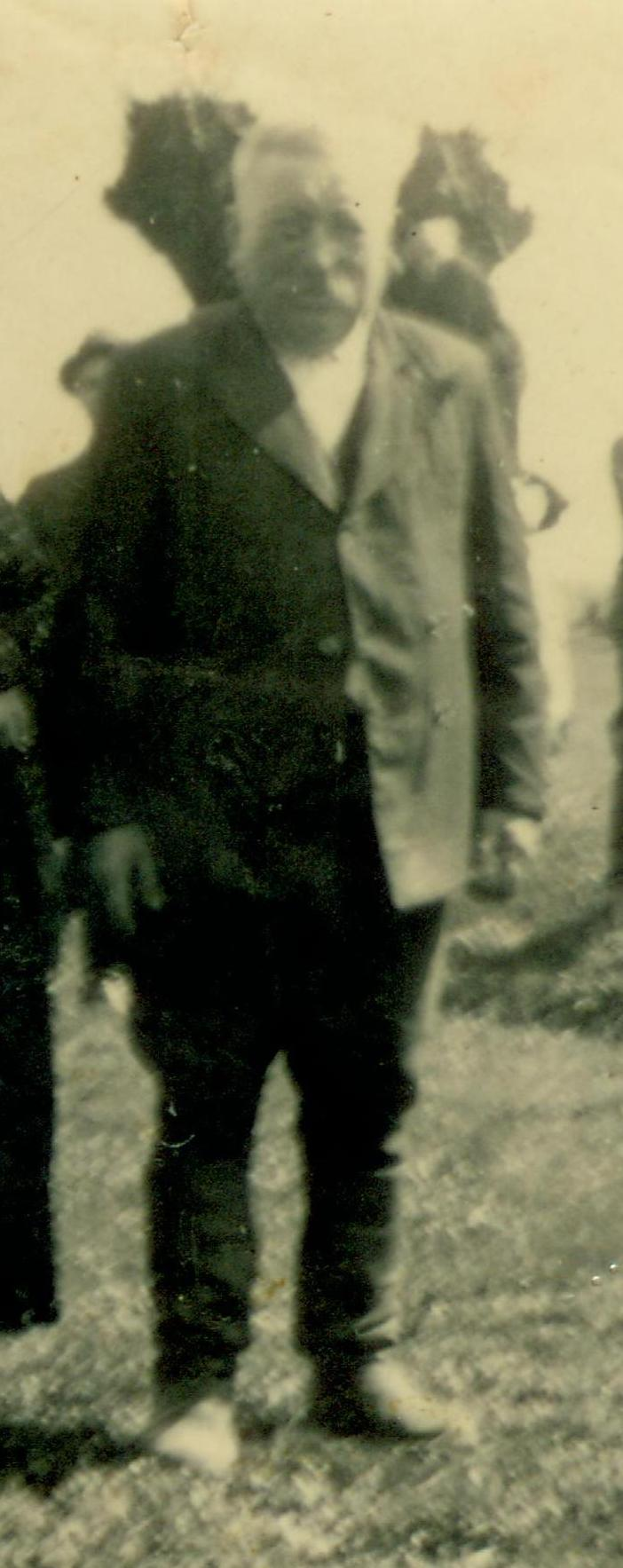
Vasile Popițiu (1872-1946), primar în Bocșa în perioada interbelică
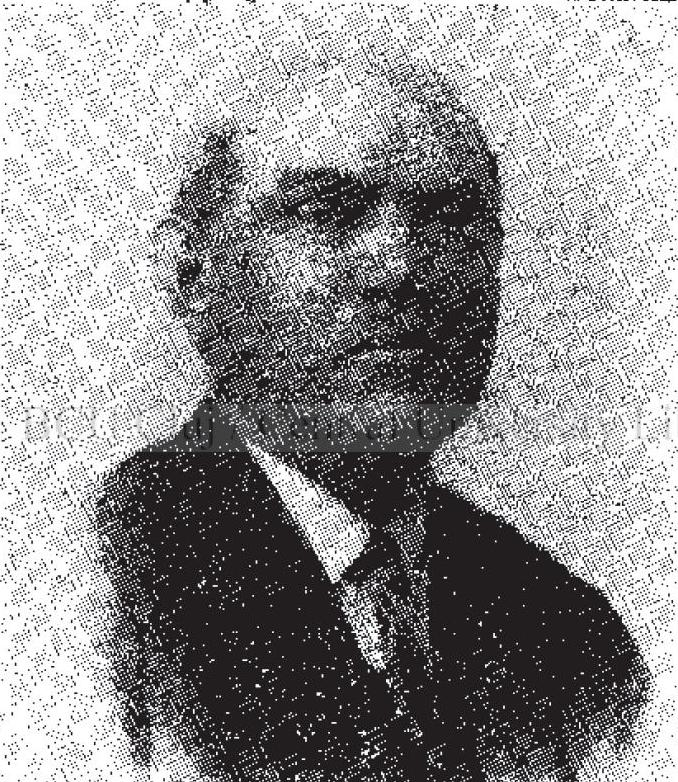
Emil Pocola, învățătorul din Bocșa (1900-1924)
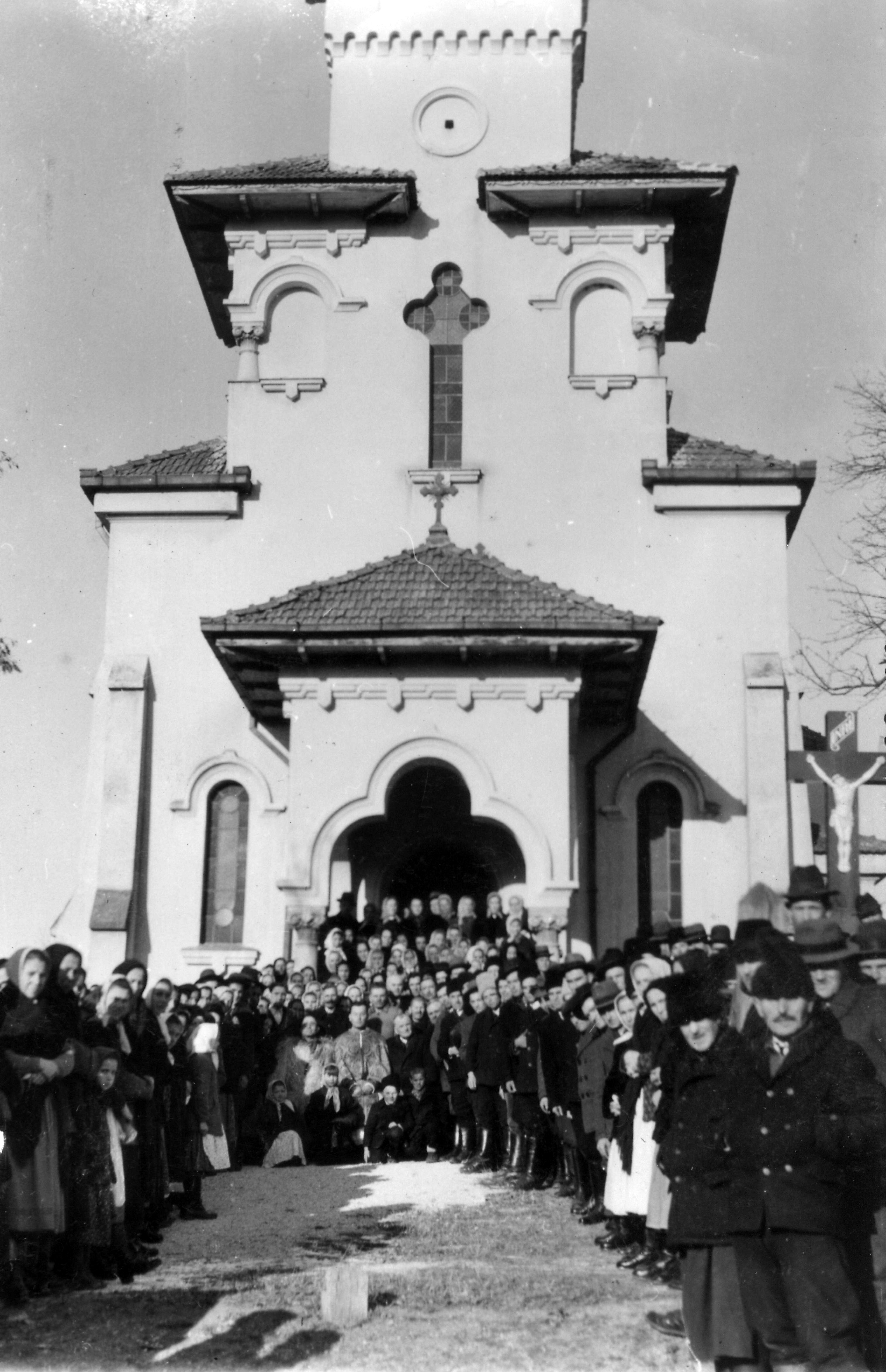
Biserica greco-catolică din Bocșa
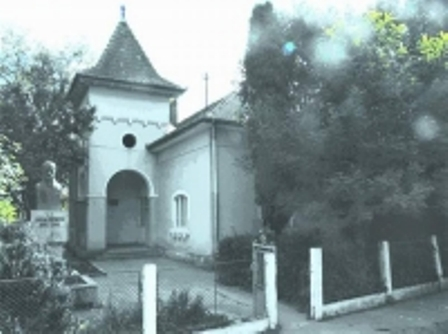
Muzeul "Simion Bărnuțiu" din Bocșa